# Sottmar
Sottmar ist ein Ortsteil der Gemeinde Denkte im Landkreis Wolfenbüttel in Niedersachsen mit 244 Einwohnern (Stand: 30. September 2024).

## Geografie
Die Ortschaft liegt auf einer Höhe zwischen 94 m ü. NHN und 112 m ü. NHN auf einer durchschnittlichen Höhe von 101 m ü. NHN. Nordöstlich von Sottmar befindet sich die Asse, in dessen südöstlichem Vorland das Dorf liegt. Durch die kleine Feldmark fließt der Rothebach, ein Nebenbach der in die Oker fließenden Altenau.

### Nachbarorte
| Wolfenbüttel Klein Denkte | Groß Denkte                                 |                          |
| Ohrum Neindorf            | Kompassrose, die auf Nachbargemeinden zeigt | Wittmar                  |
| Kissenbrück               | Groß Biewende                               | Remlingen Klein Biewende |

## Geschichte

### Frühgeschichte und Namensgebung
Sottmar wurde erstmals in einer Urkunde im Jahre 965 als Sutthereim (wahrscheinlich „Süderheim“, Südheim) erwähnt. Ursprünglich mit altsächsischem -hēm-Grundwort angelegt, wurde der Ort später in verschiedenen Zwischenstufen im 15. Jahrhundert an die Endung -mar (Weimar, Geismar etc.) angeglichen, mit minimalem Einfluss durch das benachbarte Wittmar.
Folgende Namensformen können unter anderem beobachtet werden:
- 965: Sutthereim
- 1146: Svetherem
- 1150: Suthrem
- 1347: Sottrum
- 1398: Sotmar under der Asseburgk
- 1441: Zotmer
- 1570: Sottmar

### Neuzeit
Am 1. März 1974 wurde Sottmar in die Gemeinde Denkte eingegliedert.

### Einwohnerentwicklung
| Denkte-Sottmar – Bevölkerungsentwicklung seit 2008                                                                    | Denkte-Sottmar – Bevölkerungsentwicklung seit 2008 | Denkte-Sottmar – Bevölkerungsentwicklung seit 2008 | Denkte-Sottmar – Bevölkerungsentwicklung seit 2008 | Denkte-Sottmar – Bevölkerungsentwicklung seit 2008 |
| Entwicklung | Jahr                                               | Einwohner                                          | Bemerkungen                                        |                                                    |
| --- | -------------------------------------------------- | -------------------------------------------------- | -------------------------------------------------- | -------------------------------------------------- |
| Hier fehlt eine Grafik, die leider im Moment aus technischen Gründen nicht angezeigt werden kann. Wir arbeiten daran! | 2008                                               | 275                                                | zum 01.11.                                         |                                                    |
| Hier fehlt eine Grafik, die leider im Moment aus technischen Gründen nicht angezeigt werden kann. Wir arbeiten daran! | 2014                                               | 269                                                | zum 01.08.                                         |                                                    |
| Hier fehlt eine Grafik, die leider im Moment aus technischen Gründen nicht angezeigt werden kann. Wir arbeiten daran! | 2016                                               | 270                                                | zum 01.12.                                         |                                                    |
| Hier fehlt eine Grafik, die leider im Moment aus technischen Gründen nicht angezeigt werden kann. Wir arbeiten daran! | 2018                                               | 262                                                | zum 01.03.                                         |                                                    |
| Hier fehlt eine Grafik, die leider im Moment aus technischen Gründen nicht angezeigt werden kann. Wir arbeiten daran! | 2023                                               | 241                                                | zum 01.01.                                         |                                                    |
| Quelle: |                                                    |                                                    |                                                    |                                                    |

## Wirtschaft und Verkehr
Sottmar ist ein landwirtschaftlich geprägtes Dorf, das sich in der Peripherie der etwa sechs Kilometer Luftlinie entfernten Kreisstadt Wolfenbüttel befindet. 
Die K 31 (Neindorfer Straße) verbindet Sottmar mit dem Denkter Ortsteil Neindorf sowie Kissenbrück im Westen und der Bundesstraße 79 nach Wittmar und Denkte/Wolfenbüttel im Norden. Die K 30, ebenfalls als Neindorfer Straße bezeichnet, bindet Sottmar an Groß Biewende an. Der Ort verfügt zudem über eine Bushaltestelle im Ortskern, die den Ort an den ÖPNV nach Remlingen und Klein Denkte anbindet.